# Wilckens Peaks
I Wilckens Peaks sono un gruppo di picchi montuosi, dei quali il più elevato raggiunge i 1375 m, che formano un arco che si estende dal lato Nord del Ghiacciaio Keilhau al lato Nord del Ghiacciaio Neumayer in Georgia del Sud. I picchi montuosi vennero localizzati approssimativamente nel 1928-29 da Ludwig Kohl-Larsen il quale li battezzò "Wilckenskette" in onore di Otto Wilckens dell'Università di Bonn. È stata accettata una forma inglese per questo nome.
Questo articolo contiene materiale di pubblico dominio tratto dal documento "Wilckens Peaks" di proprietà dello United States Geological Survey (contenuti forniti dal Geographic Names Information System).